# Коефициенти на УЕФА
В Европейския футбол, статистиките коефициенти на УЕФА  се използват за подреждане и определяне на поставените отбори в клубните и международни турнири.

## Коефициент на клубни отбори
Коефициента на един отбор се формира от неговото представяне в европейските клубни турнири за последните 5 сезона.
Участващите отбори в предварителните кръгове и плейофи на Шампионска лига и Лига Европа получават по 1 точка при победа и по 0,5 точки при равенство. Загубата не носи точки на отбора.
В груповата фаза и всяка следваща на Шампионска лига и Лига Европа, победата носи по 2 точки, а равенството по 1. Загубата отново не носи точки.
Също така отборите получават и бонус точки за достигната определена фаза, но за двата турнира те са различни.
Шампионска лига
- Групова фаза – 4 бонус точки
- Осминафинал – 2 бонус точки
- Четвъртфинал – 2 бонус точки
- Полуфинал – 2 бонус точки
- Финал – 2 бонус точки

Общо – 12 бонус точки
Лига Европа
- Четвъртфинал – 1 бонус точка
- Полуфинал – 1 бонус точка
- Финал – 1 бонус точка

Общо – 3 бонус точки
Към сбора от спечелени точки се добавят и точки за първенството. За всяко първенство те са различни в зависимост от представянето на представителите му.

### Текущо клубно класиране
Класирането по-долу взема предвид представянето на всеки клуб в европейските състезания от 2021/22 до 2024/25 г.
Първите 25 клуба към 2 юни 2025 г. са както следва. 
| Позиция | Движение | Отбор              | Точки  |
| ------- | -------- | ------------------ | ------ |
| 1       | (0)      | Реал Мадрид        | 123,50 |
| 2       | (+1)     | Байерн Мюнхен      | 114,25 |
| 3       | (+3)     | Интер              | 113,25 |
| 4       | (-2)     | Манчестър Сити     | 108,75 |
| 5       | (-1)     | Ливърпул           | 107,50 |
| 6       | (-1)     | Пари Сен Жeрмен    | 100,50 |
| 7       | (+6)     | Байер Леверкузен   | 91,25  |
| 8       | (0)      | Борусия Дортмунд   | 90,75  |
| 9       | (+1)     | Барселона          | 89,25  |
| 10      | (+4)     | Атлетико Мадрид    | 83,50  |
| 11      | (-2)     | Рома               | 83,50  |
| 12      | (-5)     | Челси              | 82     |
| 13      | (-1)     | Арсенал            | 81     |
| 14      | (+1)     | Бенфика Лисабон    | 80,75  |
| 15      | (+8)     | Айнтрахт Франкфурт | 80     |
| 16      | (-5)     | Манчестър Юнайтед  | 76,50  |
| 17      | (-1)     | Аталанта           | 71     |
| 18      | (+8)     | Фейенорд           | 70     |
| 19      | (+10)    | Уест Хям Юнайтед   | 69     |
| 20      | (-1)     | Милан              | 66     |
| 21      | (+7)     | ПСВ Айндховен      | 65,25  |
| 22      | (+11)    | Фиорентина         | 64,50  |
| 23      | (+1)     | Клуб Брюж          | 63,75  |
| 24      | (+11)    | Спортинг Лисабон   | 62,50  |
| 25      | (+2)     | Тотнъм Хотспър     | 61,25  |

## Коефициент на национални първенства (асоциации)
Коефициентът на едно първенство се формира от представянето на отборите, които го представляват за последните 5 сезона.
Коефициентът за един сезон се формира по следната формула:
Коефициент на първенството = (Натрупаните точки от представителите му) ÷ (Броя на отборите, които го представляват)
Коефициентът на асоциация се използва за класиране на футболните асоциации в Европа и по този начин определя броя на клубовете от асоциация, които ще участват в УЕФА Шампионска лига, УЕФА Лига Европа и УЕФА Лига на конференциите Европа.
Класацията на УЕФА определя броя на отборите, които се състезават през сезона след следващия, а не през първия сезон след публикуването на класацията. По този начин класирането в края на сезон 2021–2022 определя разпределението на отборите по асоциации през сезон 2023–24 (не 2022–23) на УЕФА. Това не е свързано с избора на отбори, които ще попълнят всяко разпределение чрез отделните асоциационни лиги и национални купи (което се решава през предходния сезон).
Този коефициент се определя от резултатите на клубовете от асоциациите в мачовете на УЕФА Шампионска лига, УЕФА Лига Европа и УЕФА Лига на конференциите Европа през последните пет сезона. Две точки се присъждат за всяка победа на клуб и една за равенство (точките се намаляват наполовина в квалификационните кръгове). Резултатите, определени чрез допълнително време, се зачитат при определяне на разпределението на точките, но резултатите, определени от дузпи, не влияят на разпределението на точките, освен за бонус точките, дадени за квалификация в последните рундове. Броят точки, присъдени за всеки сезон, се разделя на броя на отборите, участвали за тази асоциация през този сезон. След това това число се закръгля надолу до три знака след десетичната запетая (напр. 2+2⁄3 ще бъде закръглено до 2,666). 
За да се определи коефициентът на асоциация за определен сезон, се добавят коефициентите за последните пет сезона. Бонус точките се добавят към броя точки, отбелязани за сезон. Бонус точките се разпределят за: 
- Клубове, които достигат груповата фаза (4 бонус точки за Шампионската лига).
- Победители в групите (4 бонус точки за Лига Европа, 2 бонус точки за Лига на конференциите Европа).
- Подгласници на групата (2 бонус точки за Лига Европа, 1 бонус точка за Лига на конференциите Европа).
- Клубове, които достигат осминафиналите (5 бонус точки за Шампионската лига, 1 бонус точка за Лига Европа).
- Клубове, които достигат четвъртфиналите (1 бонус точка за Шампионска лига и Лига Европа).
- Клубове, които достигат до полуфинал или финал (1 бонус точка за Шампионска лига, Лига Европа и Лига на конференциите Европа).

УЕФА използва тази система от коефициенти, за да реши кои отбори получават автоматично влизане в груповата фаза и кои отбори трябва да преминат през квалификациите. Например, отборите, които заемат първите четири места в Лигата на асоциациите, класирани от 1 до 4 място в състезанието на УЕФА, първите два отбора на асоциацията, класирани 5 и 6, и шампионите в асоциациите, класирани от 7 до 10, получават автоматично влизане в групови фази за състезанието от Шампионската лига през следващия сезон.

## Коефициент на национални отбори
Коефициентът на национален отбор от УЕФА е въведен за първи път през ноември 1997 г. и за първи път се използва за посяване на квалификационните групи на УЕФА Евро 2000 и финалния турнир на УЕФА Евро 2000. Системата за класиране се извлича от резултатите на всеки европейски национален футболен отбор и се изчислява от УЕФА само на всяка втора година през ноември; дефиниран като момент от време, когато всички нации на УЕФА са завършили квалификационния етап на предстоящото Световно първенство или Европейско първенство.
Целта на изчисляването на коефициентите е да се състави официален ранг на УЕФА, който да се използва като критерий за посяване на европейските нации при съставянето на квалификационните групи и групите на финалния турнир на Европейското първенство. Това е подобно на начина, по който Световната ранглиста на ФИФA е създадена и използвана като инструмент за зареждане при изготвяне на квалификационни групи и финални турнирни групи за Световната купа на ФИФA. Световната ранглиста на ФИФА винаги е била използвана за жребия на квалификационните групи на УЕФА за Световната купа на ФИФА, тъй като жребият за квалификациите през 1998 г. се проведе през декември 1995 г.; с изключение на квалификациите за 2002 г. и 2006 г., където вместо това УЕФА избира да използва коефициента на националния отбор на УЕФА също като система за класиране за жребия на квалификационните групи за Световното първенство на ФИФА.